# 弯缺岩荠
弯缺岩荠（学名：Cochlearia sinuata）为十字花科岩荠属下的一个种。

## 扩展阅读
- 維基物種上的相關：弯缺岩荠